# Mors (Nederland)
Mors is een historisch merk van motorfietsen.
Het postorderbedrijf Wehkamp bracht een tijdje de Tsjechische bromfiets Jawa Babette onder deze naam op de markt. De kwaliteit was echter beroerd, in tegenstelling tot de meeste andere Jawa-producten. 
Zie ook Mors (Liaoning) en Mors (Parijs).